# Tonatia saurophila
Tonatia saurophila là một loài động vật có vú trong họ Dơi mũi lá, bộ Dơi. Loài này được Koopman & Williams mô tả năm 1951.

## Hình ảnh

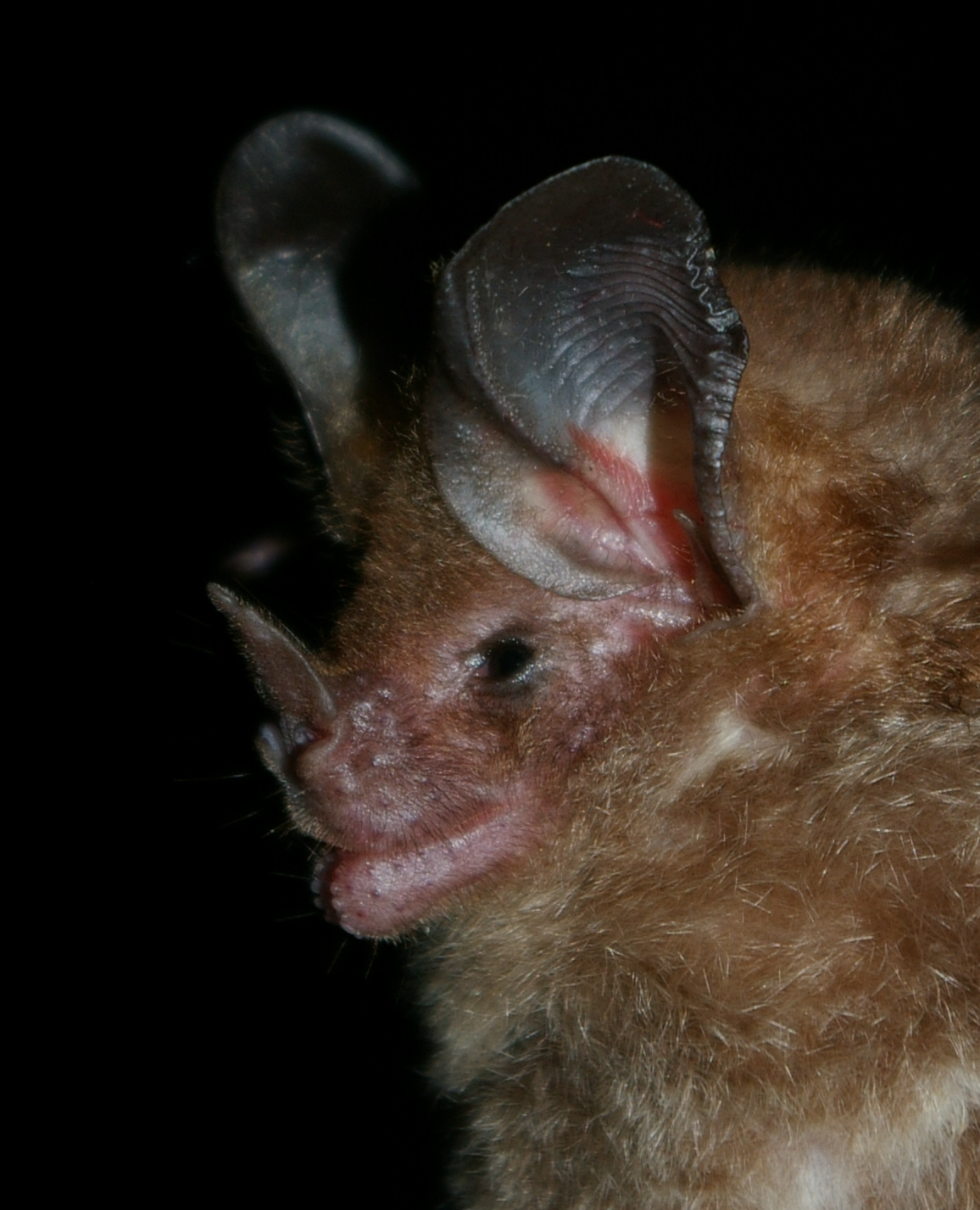